# نیایش‌ها برای بابی
نیایش‌ها برای بابی (انگلیسی: Prayers for Bobby) نام یک تله فیلم بر اساس کتاب نیایش‌ها برای بابی: یک مادر برای رسیدن به معنی خودکشی فرزند همجنس‌گرایش است که بر اساس اتفاقات واقعی برای نویسنده نوشته شده‌است. داستان آن درباره بابی گریفیث فرزند مری گریفیث است که مادرش وقتی از همجنس‌گرایی فرزندش مطلع می‌شود وی را تحت فشار می‌گذارد و در نهایت وی را طرد می‌کند. فرزندش خودکشی می‌کند و این وقایع باعث تغییرنظر مادر نسبت به مسئله همجنس‌گرایی می‌شود.